# Lipowe Pole Plebańskie
Lipowe Pole Plebańskie est une localité polonaise de la gmina de Skarżysko Kościelne, située dans le powiat de Skarżysko en voïvodie de Sainte-Croix.